# Výživa drůbeže
Výživa je jedním z nejdůležitějších ekologických vlivů, který výrazně ovlivňuje efektivnost chovů drůbeže, užitkovost a zdravotní stav zvířat, včetně jeho vlivu na biologickou hodnotu násadových vajec. Pro realizaci genetického potenciálu pro růst a snášku u současných hybridů drůbeže musí krmné směsi obsahovat všechny nepostradatelné živiny, jako jsou bílkoviny a aminokyseliny, cukry, tuky, vitamíny, anorganické látky a voda. Délka trávicího traktu je ptáků kratší než u savců, proto je jejich metabolismus mnohem intenzivněji; v porovnání s polygastrickými zvířaty probíhají také mikrobiologické procesy pomaleji a mají menší význam pro kompenzaci případných nedostatků v krmení. Optimální složení krmné dávky a zajištění biologicky hodnotné výživy je pro chovatele drůbeže i oblíbených ptáků prvořadým úkolem. Potřeba živin a energie u drůbeže je dána druhovou, typovou a věkovou příslušností, spotřebou krmiva, teplotou prostředí a užitkovostí.
Náklady na krmení tvoří 55-70 % z celkových nákladů na chov drůbeže. Řada nemocí u ptáků je podmíněna nebo ovlivňována kvalitou výživy, proto je nutné věnovat maximální pozornost optimálnímu složení krmné dávky, zajištění biologicky plnohodnotné výživy a vhodné technice krmení. 
Krmiva rostlinného i živočišného původu se v podstatě skládají ze stejných látkových skupin, tj. z vody, organických (bílkoviny, tuky, cukry) a minerálních látek. Ve složení krmiv jsou ale velké kvalitativní i kvantitativní rozdíly. U živočišných krmiv převládají bílkoviny a podíl cukrů je malý, u rostlinných krmiv je situace opačná.

## Voda
Voda je nezbytnou součástí výživy, protože umožňuje průběh všech životních pochodů v organismu - změkčuje potravu, účastní se trávení a metabolismu v těle, podílí se na vylučování odpadních látek a pomáhá regulovat tělesnou teplotu. Při nedostatku vody dochází k omezení růstu mladé drůbeže, u nosnic způsobuje pokles snášky. Drůbež hyne z nedostatku vody mnohem rychleji než z nedostatku potravy.

## Bílkoviny
Bílkoviny jsou nejdůležitější živinou; jejich biologická hodnota je určena množstvím jednotlivých aminokyselin a jejich vzájemným poměrem. Nejhodnotnější jsou bílkoviny živočišného původu (rybí a masové moučky, mléko, vejce), jejich využitelnost je 70-95 %. Z ekonomických důvodů se nahrazují méně hodnotnými rostlinnými bílkovinami (využitelnost 60-65 %). Komponenty používané při výrobě krmných směsí se kvantitativně i kvalitativně liší v obsahu aminokyselin, proto musí být krmné směsi pro drůbež těmito aminokyselinami doplňovány. Nejvyšší potřeba bílkovin je v raném období života drůbeže (vysoká intenzita růstu, opeřování) a s postupujícím věkem klesá. Vysoká potřeba je až opět při snášce (vliv na produkci a biologickou hodnotu vajec). Bílkoviny mohou nahrazovat nedostatek tuků a cukrů v krmné dávce.
Biologická hodnota bílkovin je dána přítomností deseti absolutně nepostradatelných aminokyselin v krmivu  pro drůbež (arginin, histidin, izoleucin, leucin, lyzin, methionin, fenylalanin, treonin, tryptofan a valin), dvěma aminokyselinami (cystein a tyrozin), které mohou být syntetizovány z nepostradatelných aminokyselin, dvěma dalšími aminokyselinami nepostradatelnými pro kuřata (glycin nebo serin a prolin) a ostatními aminokyselinami potřebnými pro syntézu zbývajících dusíkatých látek (neesenciálních aminokyselin, purinů, pyrimidinů aj.).
Nedostatek vitamínů nebo minerálních látek v krmné dávce se u drůbeže projevuje typickými klinickými příznaky, zatímco deficience aminokyselin se projevuje nespecificky - u mladých kuřat se zpomaluje růst, příjem krmiva je redukován, snižuje se snáška i velikost vajec a dospělá drůbež ztrácí na hmotnosti. Nedostatek některých aminokyselin se sekundárně projevuje i na metabolismu jiných živin. Např. nedostatek methioninu v krmivu může vyvolat deficienci cholinu nebo vitamínů B12; nedostatek lyzinu zhoršuje pigmentaci peří u bronzových krůt nebo způsobuje zakrslost kuřat, a nedostatek argininu způsobuje zkroucení peří na letkách.
Při nadbytku bílkovin v krmivu je přebytečný protein katabolizován a uvolnění dusík je konvertován nakyselinu močovou. To se může projevovat hyperurikémií a kloubní dnou.

## Tuky
Tuky (lipidy) jsou důležitou součástí krmiva pro drůbež, protože představují koncentrovaný zdroj energie, tělního a vaječného tuku, některých živin a kyselin linolové a arachidonové. Drůbež nedokáže syntetizovat kyselinu linolovou, ale může ji konvertovat na kyselinu arachidonovou. Obě mastné kyseliny jsou nezbytné pro buněčné organely, membrány a tukovou tkáň a jako fyziologické prekurzory prostaglandinů. Jejich nedostatek v krmivu zpomaluje růst kuřat a způsobuje steatózu jater, u nosnic pak redukuje snášku, velikost vajec a líhnivost. Drůbež využívá tuků pro zajištění využitelnosti vitamínů rozpustných v tucích a k hospodárnému využití bílkovin. Ze statkových krmiv obsahují tuk zejména kukuřice a pšenice, z dalších komponentů pak různé druhy pokrutin. Energetickou hodnotu krmných směsí lze zvyšovat přidáním rostlinných a živočišných tuků (kukuřičné oleje, lůj, vepřové sádlo aj.). K zabránění oxidace tuků se do krmiva přidávají antioxidační látky.

## Cukry
Cukry obsažené v krmných směsích jsou primárním zdrojem metabolizovatelné energie pro drůbež. Škrob a sacharóza se snadno vstřebávají u kura. Aktivita střevní laktázy u kura je nízká, což limituje množství laktózy, které může být tolerováno. Mléčné meziprodukty, i když jsou vhodným zdrojem vitamínů skupiny B a obsažené v menším množství v krmivu mají příznivý vliv, při nadbytku v dietě mohou zpomalovat růst a vyvolávat průjem. Ten je způsoben u mnoha druhů ptáků přebytkem vody v dolní části střevního traktu a mikrobiální fermentací nevstřebané laktózy.
Nejvhodnějším zdrojem cukrů jsou ze zrnin kukuřice a pšenice; ječmen, oves a pšeničné otruby obsahují nadbytek vlákniny. Nadměrné zkrmování sacharidových krmiv vede ke tvorbě rezervního tuku, což se negativně projevuje zvláště v odchovu.

## Vláknina
Vláknina není zdrojem živin pro drůbež, ale v přiměřené formě a dávkách podporuje peristaltiku trávicího ústrojí a dráždí stěnu střevní ke zvýšené činnosti. Při výrazném nedostatku vlákniny v krmivu pro drůbež může docházet i ke vzniku kanibalismu.

## Minerální látky
Minerální látky jako regulátory fyzikálně chemických procesů v metabolismu živočichů jsou nezbytné pro růst a funkci buněk, tkání a orgánů. Mnohé z nich jsou složkami biologicky účinných látek, regulují osmotický tlak, podílejí se na udržení koloidního stavu bílkovin, mají pufrovací funkce aj. Z minerálií mají u drůbeže největší význam vápník a fosfor (stavba kosti a vaječné skořápky), ale i ostatní podmiňují užitkovost a zdravotní stav. Krmné směsi pro drůbež jsou doplňovány minerálními látkami formou minerálních krmných přísad (makroprvky) a minerálních doplňků (mikroprvky).

## Vitamíny
Vitamíny jsou nejvýznamnější skupinou organických látek nezbytných pro normální růst, vývoj, užitkovost a zdravotní stav drůbeže. Drůbež má vysoké nároky na spotřebu vitamínů, protože obsah vitamínů v krmivu velmi kolísá a navíc není schopna pokrýt potřebu vitamínů mikrobiální syntézou v trávicím traktu. Proto jsou krmné směsi doplňovány syntetickými preparáty vitamínů.